# Patrícia Mamona

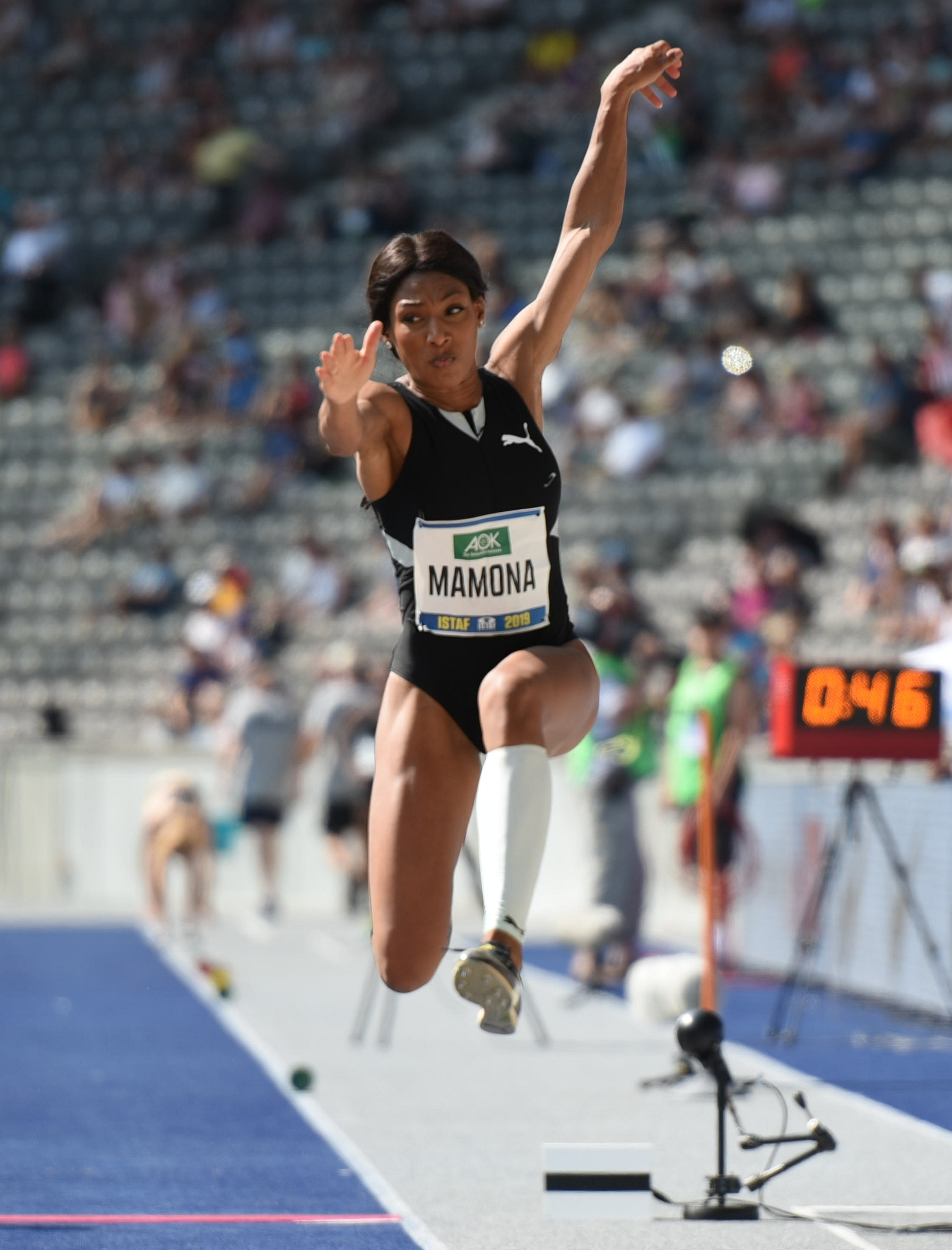
Mamona, 2019

Patrícia Mbengani Bravo Mamona (ur. 21 listopada 1988 w Lizbonie) – portugalska lekkoatletka pochodzenia angolskiego. Trójskoczkini, wicemistrzyni olimpijska (2020), mistrzyni Europy na stadionie (2016) i w hali (2021) oraz srebrna medalistka letniej uniwersjady (2011). Wielokrotna mistrzyni i rekordzistka Portugalii.
W przeszłości uprawiała także skok w dal oraz bieg na 100 metrów przez płotki.

## Sukcesy
| Rok  | Zawody                                  | Miejsce        | Konkurencja                | Wynik             | Rezultat |
| ---- | --------------------------------------- | -------------- | -------------------------- | ----------------- | -------- |
| 2005 | Pierwsza liga Pucharu Europy            | Leiria         | skok w dal                 | 4. miejsce        | 6,16 m   |
| 2005 | Mistrzostwa świata juniorów młodszych   | Marrakesz      | trójskok                   | 7. miejsce        | 12,87 m  |
| 2005 | Mistrzostwa świata juniorów młodszych   | Marrakesz      | bieg na 100 m przez płotki | półfinał          | 13,88 s  |
| 2006 | Pierwsza liga Pucharu Europy            | Saloniki       | trójskok                   | 3. miejsce        | 13,07 m  |
| 2006 | Mistrzostwa świata juniorów             | Pekin          | trójskok                   | 4. miejsce        | 13,37 m  |
| 2006 | Igrzyska Luzofonii                      | Makau          | trójskok                   | 3. miejsce        | 12,15 m  |
| 2006 | Igrzyska Luzofonii                      | Makau          | skok w dal                 | 3. miejsce        | 5,65 m   |
| 2009 | Superliga drużynowych mistrzostw Europy | Leiria         | trójskok                   | 8. miejsce        | 13,50 m  |
| 2009 | Igrzyska Luzofonii                      | Lizbona        | trójskok                   | 1. miejsce        | 13,79 m  |
| 2010 | Mistrzostwa Europy                      | Barcelona      | trójskok                   | 8. miejsce        | 14,07 m  |
| 2011 | Superliga drużynowych mistrzostw Europy | Sztokholm      | trójskok                   | 8. miejsce        | 13,55 m  |
| 2011 | Uniwersjada                             | Shenzhen       | trójskok                   | 2. miejsce        | 14,23 m  |
| 2011 | Mistrzostwa świata                      | Daegu          | trójskok                   | el. – 27. miejsce | 13,59 m  |
| 2012 | Mistrzostwa Europy                      | Helsinki       | trójskok                   | 2. miejsce        | 14,52 m  |
| 2012 | Igrzyska olimpijskie                    | Londyn         | trójskok                   | el. – 13. miejsce | 14,11 m  |
| 2013 | Halowe mistrzostwa Europy               | Göteborg       | trójskok                   | 8. miejsce        | 13,72 m  |
| 2014 | Halowe mistrzostwa świata               | Sopot          | trójskok                   | 4. miejsce        | 14,26 m  |
| 2014 | Mistrzostwa Europy                      | Zurych         | trójskok                   | el. – 13. miejsce | 13,62 m  |
| 2015 | Halowe mistrzostwa Europy               | Praga          | trójskok                   | 5. miejsce        | 14,32 m  |
| 2015 | Mistrzostwa świata                      | Pekin          | trójskok                   | el. – 16. miejsce | 13,74 m  |
| 2016 | Mistrzostwa Europy                      | Amsterdam      | trójskok                   | 1. miejsce        | 14,58 m  |
| 2016 | Igrzyska olimpijskie                    | Rio de Janeiro | trójskok                   | 6. miejsce        | 14,65 m  |
| 2017 | Halowe mistrzostwa Europy               | Belgrad        | trójskok                   | 2. miejsce        | 14,32 m  |
| 2017 | I liga drużynowych mistrzostw Europy    | Vaasa          | trójskok                   | 1. miejsce        | 14,02 m  |
| 2017 | Mistrzostwa świata                      | Londyn         | trójskok                   | 9. miejsce        | 14,12 m  |
| 2018 | Igrzyska śródziemnomorskie              | Tarragona      | trójskok                   | 6. miejsce        | 13,79 m  |
| 2018 | Mistrzostwa Europy                      | Berlin         | trójskok                   | el. – 16. miejsce | 13,92 m  |
| 2019 | Halowe mistrzostwa Europy               | Glasgow        | trójskok                   | 4. miejsce        | 14,43 m  |
| 2019 | Mistrzostwa świata                      | Doha           | trójskok                   | 8. miejsce        | 14,40 m  |
| 2021 | Halowe mistrzostwa Europy               | Toruń          | trójskok                   | 1. miejsce        | 14,53 m  |
| 2021 | Superliga drużynowych mistrzostw Europy | Chorzów        | trójskok                   | 6. miejsce        | 13,89 m  |
| 2021 | Igrzyska olimpijskie                    | Tokio          | trójskok                   | 2. miejsce        | 15,01 m  |
| 2022 | Halowe mistrzostwa świata               | Belgrad        | trójskok                   | 6. miejsce        | 14,42 m  |
| 2022 | Mistrzostwa świata                      | Eugene         | trójskok                   | 8. miejsce        | 14,29 m  |
| 2022 | Mistrzostwa Europy                      | Berlin         | trójskok                   | 5. miejsce        | 14,41 m  |
| 2023 | Halowe mistrzostwa Europy               | Stambuł        | trójskok                   | 3. miejsce        | 14,16    |

## Rekordy życiowe
- Bieg na 100 metrów przez płotki – 13,53 (2010) / 13,49w (2010)
- Skok w dal – 6,23 (2019)
- Skok w dal (hala) – 6,40 (2020)
- Trójskok – 15,01 (2021) rekord Portugalii
- Trójskok (hala) – 14,53 (2021) rekord Portugalii

## Życiorys
- Patrícia Mamona w bazie World Athletics (ang.). [dostęp 18 sierpnia 2012].
- Patrícia Mamona, [w:] tilastopaja.info [dostęp 2017-08-23] (ang.).
- Patrícia Mamona Bio, Stats, and Results [online], sports-reference.com [dostęp 2012-08-18] [zarchiwizowane z adresu 2017-06-11] (ang.).